# Teomaquia
La Teomaquia (del griego Θεομαχία, theomakhia, de theos, 'dios' + makhia, 'lucha o batalla') que significa batalla de dioses, en mitología, se refiere comúnmente a la lucha o combate entre dioses o contra algún dios. Algunas de las más conocidas son la Titanomaquia o la Gigantomaquia.
El ejemplo más temprano se encuentra en el poema babilónico del mito de la creación del Enûma Elish ("Cuando allá arriba"). En este poema mitológico del origen del mundo, el dios de la ciudad de Babilonia, Marduk, derrotó a la gran diosa madre original, Tiamat, salvando así a toda la población divina. Después de la muerte de Tiamat creó los cielos y latierra y de Kingu, el marido de Tiamat, condenado a morir ordenó que con su sangre mezclada con tierra se amasara la arcilla, base de la materia prima para moldear los primeros seres humanos.

## Antigua Grecia
Hesíodo en su Teogonía narró las luchas entre diferentes generaciones de dioses olímpicos.

### Titanomaquia
La Titanomaquia o Guerra de los titanes, es una teomaquia, donde los dioses olímpicos lucharon contra una generación anterior de deidades, los titanes. La guerra duró diez años y terminó con la victoria de los dioses olímpicos y su correspondiente dominio sobre el mundo.

### Guerra de Troya
Los dioses griegos volvieron a estar divididos y enfrentados, cada uno apoyando a un bando diferente durante la Guerra de Troya. En la Ilíada se narran diferentes teomaquias. La primera teomaquia que se produce cronológicamente es cuando Diomedes, con la ayuda directa de Atenea lucha contra Ares (la parte de aristeia de Diomedes en el Canto V). Ares es herido por la lanza dirigida por Atenea. 
El Canto XX comienza con la concesión de permiso de Zeus a los dioses para participar en la batalla, lo que es tradicionalmente conocido como Teomaquia. 

...y los demás, id y llegad junto a los troyanos o junto a los aqueos, y auxiliad al bando que a cada uno dicte su juicio.

En el Canto XXI (478 y sigs) Homero narra la lucha entre Hera y Artemis de forma lúdica como cuando Hera sonríe mientras la quita el arco y le pega con él en las orejas de Artemis, huyendo rauda con la cabeza gacha.
También en el Canto XXI, Poseidón desafía a Apolo a luchar. Apolo rechaza su oferta y comenta sobre la trivialidad de los dioses que luchan en beneficio de los caprichos de los mortales, mientras el dolor de su herida sería rápidamente curado. Se añade deliberadamente la teomaquia para mostrar la brecha insalvable entre los mortales y los inmortales que los gobiernan. Mostrando la trivialidad del dolor divino, hace que se destaque el sufrimiento humano.

## Antigua Roma
Una teomaquia también era considerada como justificación por los emperadores romanos deificados  para la persecución de los cristianos.  